# Земо-Млета
Земо-Млета (груз. ზემო მლეთა; Верхняя Млета) — село в Душетском муниципалитете Грузии, на Военно-Грузинской дороге. У села протекает река Арагви.

## История
После присоединения Грузии к России (1801) проходившая у села дорога, в то время единственная связь двух государств, стала разрабатываться российскими дорожными службами, здесь была организована дорожная станция Млета.

Станция Млета, начало XX века

## Достопримечательности
Начинающийся у села участок Военно-Грузинской дороги Гудаури-Млета (Млетский спуск, инженер Б. И. Статковский) считается одним из красивейших на горных дорогах и, проложенный в очень сложных условиях и ценой гигантских усилий (подвешенные на верёвках рабочие вырубали в скалах ступени), примером высокого инженерного искусства.
Над селом находится гора Ломиси (2452 м), под которой стоит Ломисский Храм святого Георгия. Окрестные жители отмечают ежегодный праздник Ломисоба (в первую среду после Троицы).